# Bašaid

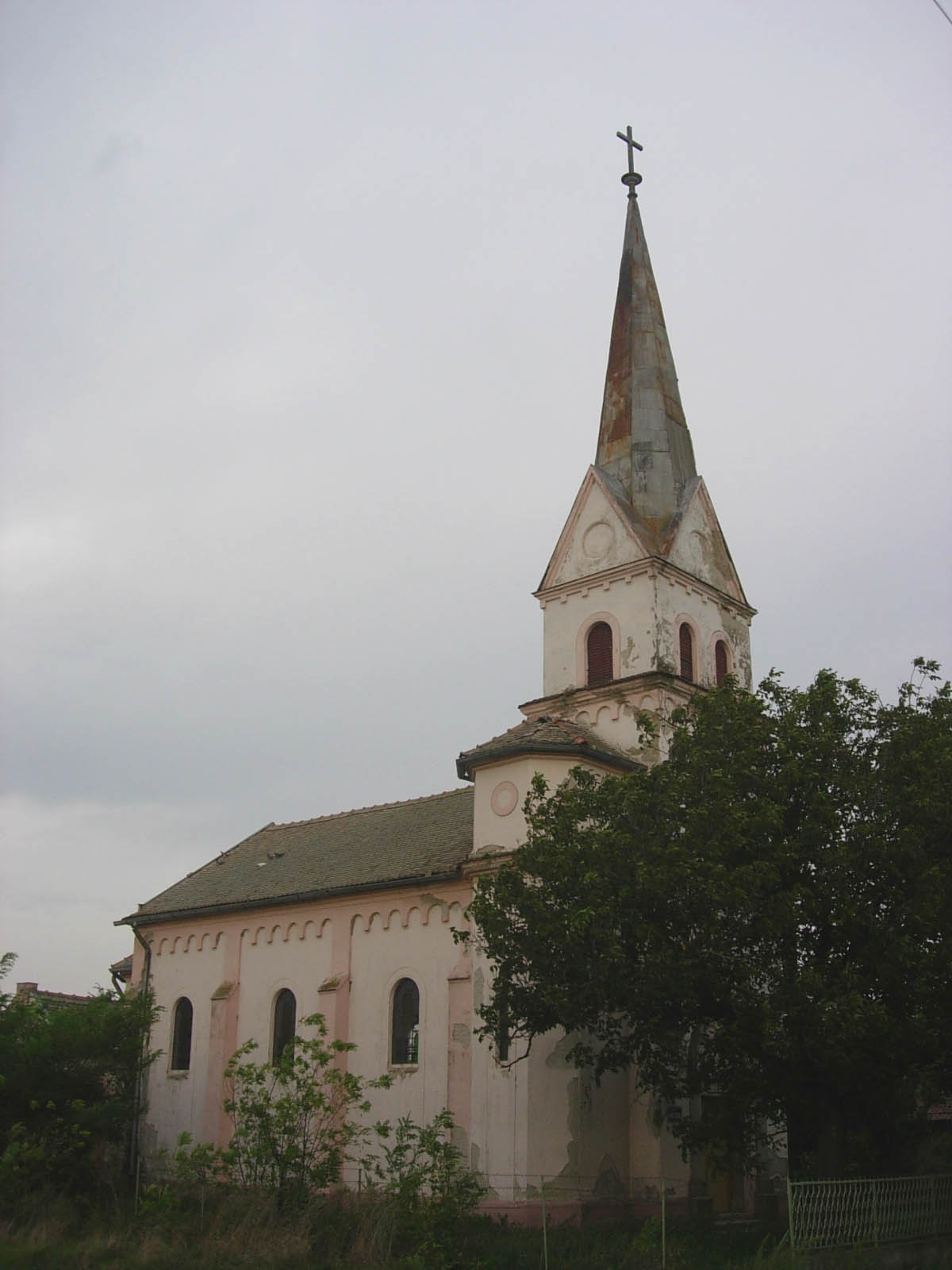
L'église catholique du Repentir-de-Sainte-Marie-Madeleine à Bašaid

Bašaid (en serbe cyrillique : Башаид ; en hongrois : Basahíd) est une localité de Serbie située dans la province autonome de Voïvodine. Elle fait partie de la municipalité de Kikinda dans le district du Banat septentrional. Au recensement de 2011, elle comptait 3 121 habitants.
Bašaid, officiellement classé parmi les villages de Serbie, est situé à 22 km au sud de Kikinda, sur la route qui mène de Kikinda à Zrenjanin. La localité de Bikač, située à proximité, est administrativement rattachée à Bašaid.

## Démographie

### Évolution historique de la population
| 1948  | 1953  | 1961  | 1971  | 1981  | 1991  | 2002  | 2011  |
| ----- | ----- | ----- | ----- | ----- | ----- | ----- | ----- |
| 4 956 | 4 830 | 4 788 | 4 303 | 3 864 | 3 741 | 3 503 | 3 121 |

|  |